# Armando Gómez Puyou
Armando Gómez Puyou (San Luis Potosí, San Luis Potosí, 1934 - México, D.F., 23 de diciembre de 2013) fue un médico cirujano, bioquímico, investigador y catedrático mexicano. Se especializó en el estudio sobre la cadena respiratoria y la fosforilación oxidativa. Se le considera el padre de la Bioenergética en México.

## Estudios y docencia
Realizó sus estudios de licenciatura en la Escuela Nacional de Medicina de la Universidad Nacional Autónoma de México (UNAM), obtuvo su título como médico cirujano en 1960,  y en la Facultad de Química un doctorado en Ciencias (Bioquímica) en 1974.
Desde 1954 inició su trayectoria como docente siendo asistente de profesor en el Departamento de Bioquímica de la Facultad de Medicina. De 1960 a 1973, fue profesor de la Facultad de Medicina. De 1973 a 1979, se desempeñó como profesor e investigador del Departamento de Biología Experimental del Instituto de Biología, siendo jefe del mismo de 1974 a 1978. De 1979 a 1981, colaboró como profesor del Departamento de Bioquímica del Centro de Investigación y de Estudios Avanzados del Instituto Politécnico Nacional.
Fue profesor visitante en la Universidad Johns Hopkins en Baltimore, en la Universidad Estatal de Campinas en São Paulo, en la Universidad Federal de Río de Janeiro, en el Instituto Nencki de Biología Experimental en Varsovia y en el Laboratorio Arrhenius de la Universidad de Estocolmo.

## Investigador y académico
Desde 1961 comenzó su trayectoria como investigador realizando estudios sobre la transducción energética. Contrajo matrimonio con la doctora e investigadora Marietta Tuena Sangri. Ambos, desde la década de 1980, fueron investigadores del Instituto de Fisiología Celular de la UNAM, donde fue designado Investigador Emérito en 1994.
Entre sus aportes destacan sus estudios sobre la fosforilación oxidativa, los cuales demostraron que esta se modifica drásticamente por los cationes monovalentes. Por otra parte, realizó investigaciones sobre el comportamiento de diferentes enzimas cuando éstas se encuentran rodeadas de una escasa cantidad de agua, los cuales han servido, a su vez, para el estudio de las proteínas.
Fue miembro de la Sociedad Mexicana de Bioquímica, de la American Society of Biological Chemistry, miembro fundador de la Academia de Ciencias de América Latina, miembro correspondiente de la Academia de Ciencias de Brasil y de la Academia de Ciencias del Tercer Mundo (TWAS). Fue miembro del Sistema Nacional de Investigadores.

## Obras publicadas
Escribió más de cien artículos científicos y de divulgación que se publicaron en revistas nacionales e internacionales. Formó parte del cuerpo editorial de las revistas Archives of Biochemistry and Biophysics y Journal of Bioenergetics and Biomembranes.

## Premios y distinciones
- Beca Guggenheim por la John Simon Guggenheim Memorial Foundation.
- Premio de la Industria Nacional Químico-Farmacéutica en 1975.
- Premio Universidad Nacional en el área de Investigación en Ciencias Naturales por la Universidad Nacional Autónoma de México en 1989.
- Investigador Emérito por el Instituto de Fisiología Celular de la UNAM desde 1994.
- Premio Nacional de Ciencias y Artes en el área de Ciencias Físico-Matemáticas y Naturales por la Secretaría de Educación Pública en 2004.